# Mount Swadener
Mount Swadener är ett berg i Antarktis. Det ligger i Västantarktis. Nya Zeeland gör anspråk på området. Toppen på Mount Swadener är 455 meter över havet.
Terrängen runt Mount Swadener är kuperad söderut, men norrut är den platt. Trakten är obefolkad. Det finns inga samhällen i närheten.